# Mont Maclure
Pour les articles homonymes, voir Maclure.
Le mont Maclure (en anglais : Mount Maclure) est un sommet de la Sierra Nevada, aux États-Unis. Il culmine à 3 928 mètres d'altitude à la frontière entre le comté de Madera et le comté de Tuolumne, en Californie. Il relève de la Yosemite Wilderness, dans le parc national de Yosemite.